# (206462) 2003 TN10
(206462) 2003 TN10 là một tiểu hành tinh vành đai chính được phát hiện ngày 15 tháng 10 năm 2003 bởi James Whitney Young ở Đài thiên văn Núi bàn gần Wrightwood, California.